# Kunstjahr 1775
Liste der Kunstjahre

◄◄ | ◄ | 1771 | 1772 | 1773 | 1774 | Kunstjahr 1775

Weitere Ereignisse

## Ereignisse

### Architektur
- 15. April: Der Grundstein für die von Claude-Nicolas Ledoux geplante Königliche Saline in Arc-et-Senans wird gelegt. Sie ist eines der bedeutendsten realisierten Bauprojekte der so genannten Revolutionsarchitektur.

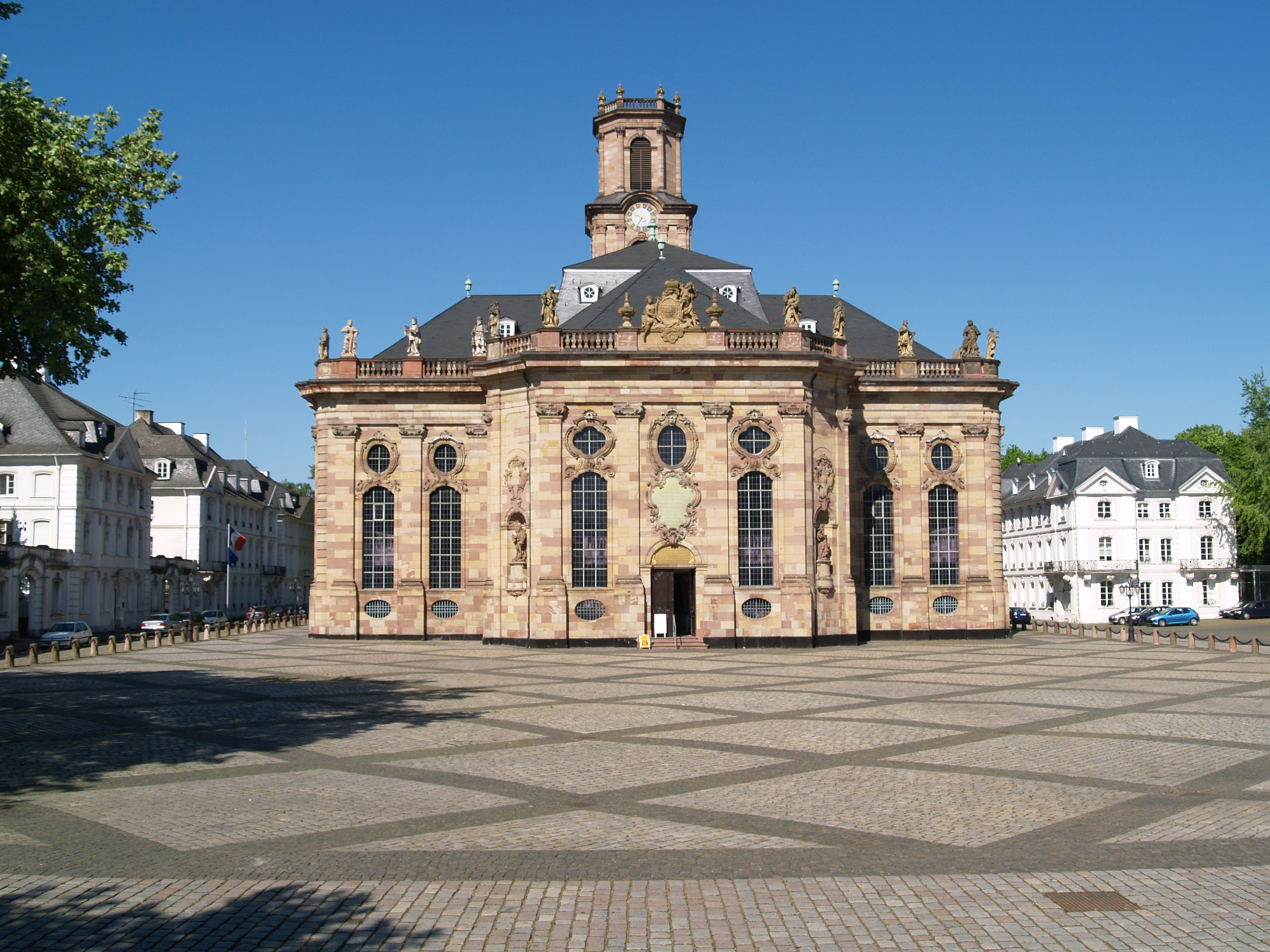
Ludwigskirche Saarbrücken

- 25. August: Die im Auftrag von Wilhelm Heinrich, Fürst zu Nassau und Graf zu Saarbrücken, nach Plänen von Friedrich Joachim Stengel errichtete barocke evangelische Ludwigskirche in Saarbrücken wird eingeweiht. Sie ist ein Wahrzeichen der Stadt und gilt neben der Dresdner Frauenkirche und dem Hamburger „Michel“ als einer der bedeutendsten evangelischen barocken Kirchenbauten Deutschlands und ist zudem eine der bekanntesten Querkirchen. Die bildhauerischen Arbeiten stammen überwiegend von Jacques Gounin.
- Im Schlosspark von Schönbrunn bei Wien wird als letzte Baulichkeit des Gartens nach Plänen von Johann Ferdinand Hetzendorf von Hohenberg die Gloriette errichtet. Sie fungiert als Ruhmestempel, zugleich Hauptblickfang (Point de vue) des Gartens und auf 241 m ü. A. als Aussichtspunkt über denselben. Für den Bau wird auf Anregung von Kaiserin Maria Theresia eine aus hartem, weißem Kaiserstein gefertigte alte Galerie von steinernen Säulen und Gesimsen von Schloss Neugebäude wiederverwendet. Diese Säulen und „anderes großes Steinwerk“ wurde von der Arbeitsgemeinschaft der Steinmetzmeister Bartholomäus Pethan und Antonius Pozzo und ihren Leuten im Kayserlichen Steinbruch am Leithaberg  bearbeitet.

### Malerei

Tahiti von William Hodges

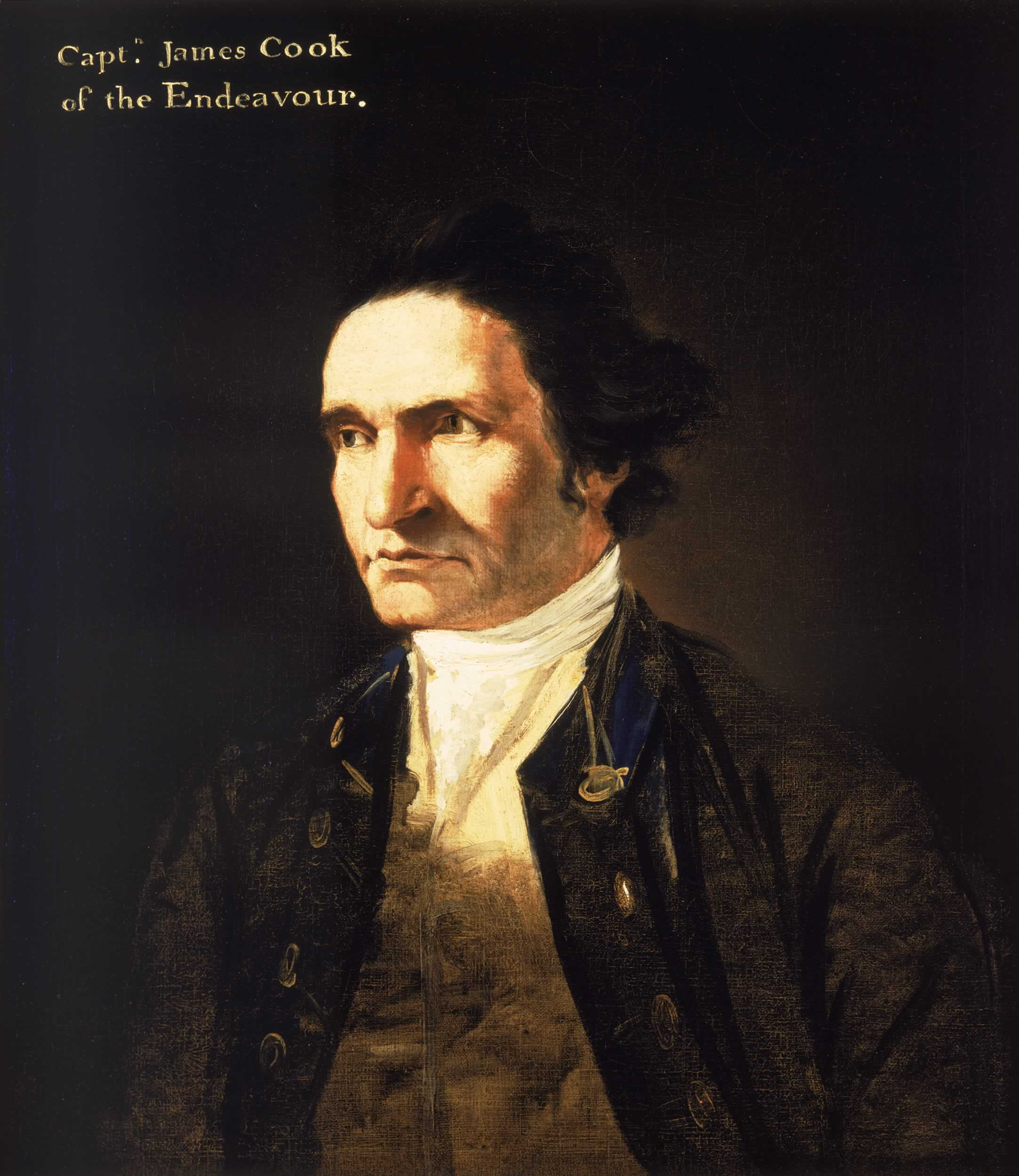
William Hodges: James Cook 1775/76

Auf der zweiten Südseereise von James Cook malt William Hodges zahlreiche weitere Landschaftsbilder und Porträts der Mannschaft. 

### Lehre und Forschung
In Lüttich entsteht unter der Schirmherrschaft des Fürstbischofs von Lüttich, Franz Karl von Velbrück, die Académie royale des beaux-arts de Liège. Léonard Defrance wird erster Direktor. Zum Gründungskollegium der Akademie gehören weiters der Maler und Nicolas-Henri Joseph de Fassin, der Bildhauer Guillaume Evrard und der Architekt Jacques-Barthélemy Renoz.
In Barcelona wird ebenfalls eine Kunsthochschule gegründet, die Reial Acadèmia Catalana de Belles Arts de Sant Jordi.

## Geboren

### Geburtsdatum gesichert
- 17. Februar: Heinrich Jacob Aldenrath, deutscher Miniaturenmaler und Lithograf († 1844)
- 21. Februar: Karl Johann Jakob Schultheß, Schweizer Maler († 1855)

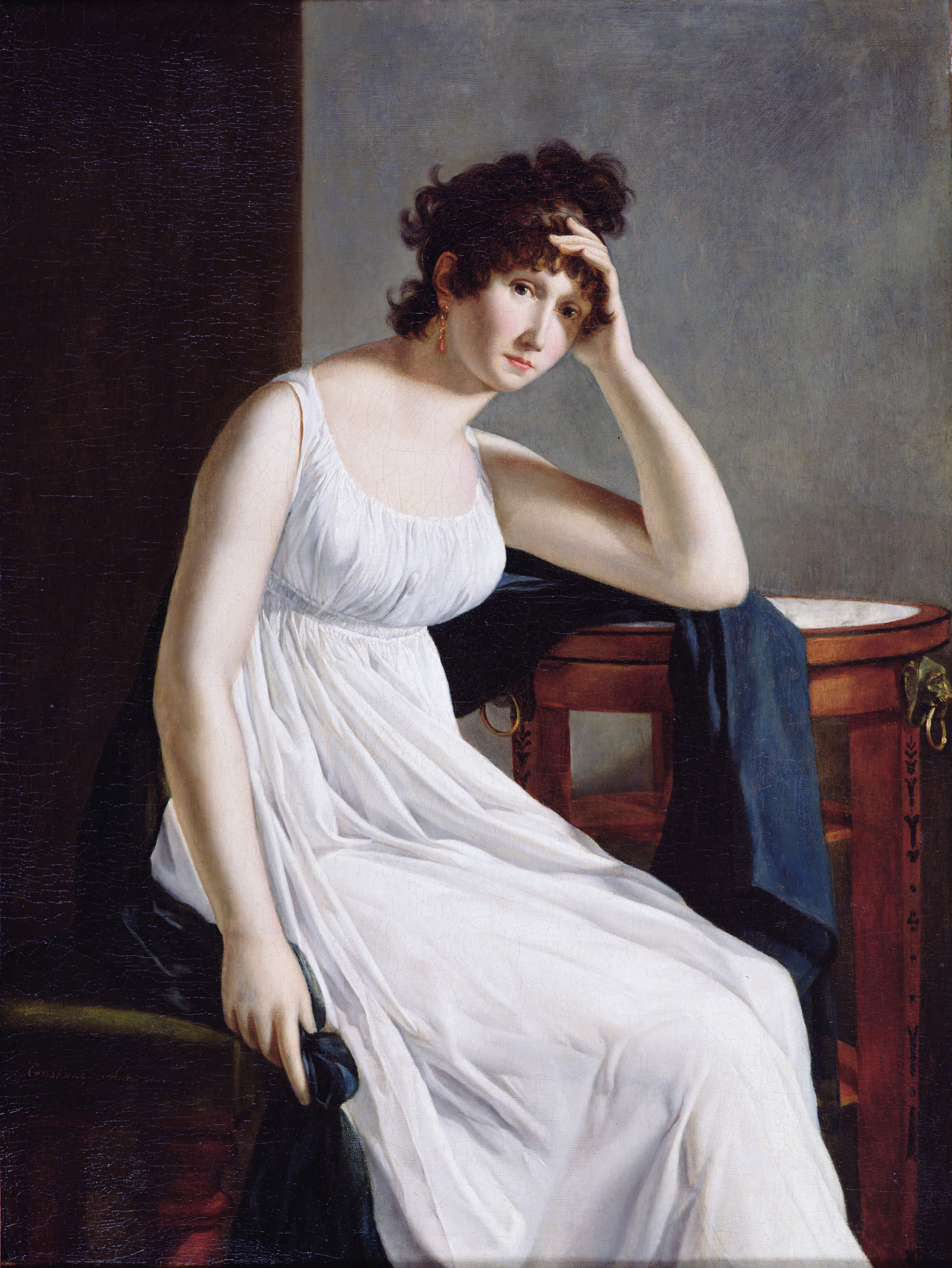
Constance Mayer, Selbstporträt 1801

- 09. März: Constance Mayer, französische Malerin († 1821)
- 19. März: Ramsay Richard Reinagle, englischer Landschafts-, Porträt- und Tiermaler († 1862)
- 24. März: Pauline Auzou, französische Malerin († 1835)

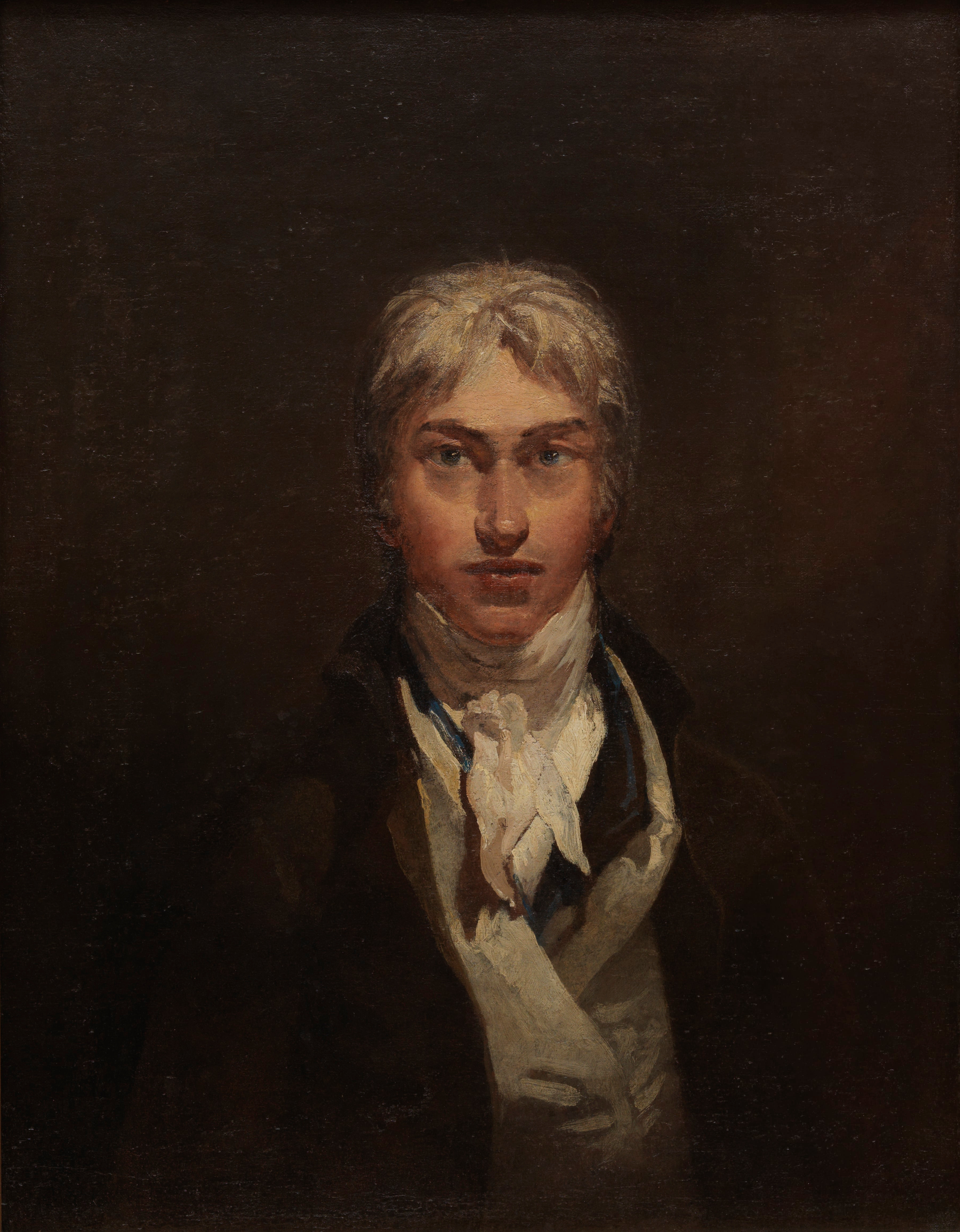
William Turner, Selbstporträt 1798

- 23. April: William Turner, englischer Maler († 1851)
- 30. Mai: Christian Kehrer, deutscher Maler († 1869)
- 28. Juni: Karl Wichmann, preußischer Bildhauer († 1836)
- 09. August: Hans Caspar Escher, Schweizer Architekt und Industriepionier († 1859)

- 23. September: Elisabeth von Adlerflycht, deutsche Malerin und Erfinderin des Rheinpanoramas († 1846)
- 18. Oktober: John Vanderlyn, US-amerikanischer Maler († 1852)
- 31. Oktober: Antonín Machek, tschechischer Maler († 1844)

- 23. November: Clemens Wenzeslaus Coudray, deutscher Architekt und Oberbaudirektor († 1845)
- 17. Dezember: François-Marius Granet, französischer Maler († 1849)
- 29. Dezember: Carlo Rossi, italienisch-russischer Architekt († 1849)

### Genaues Geburtsdatum unbekannt
- Samuel Daniell, britischer Maler († 1811)

## Gestorben

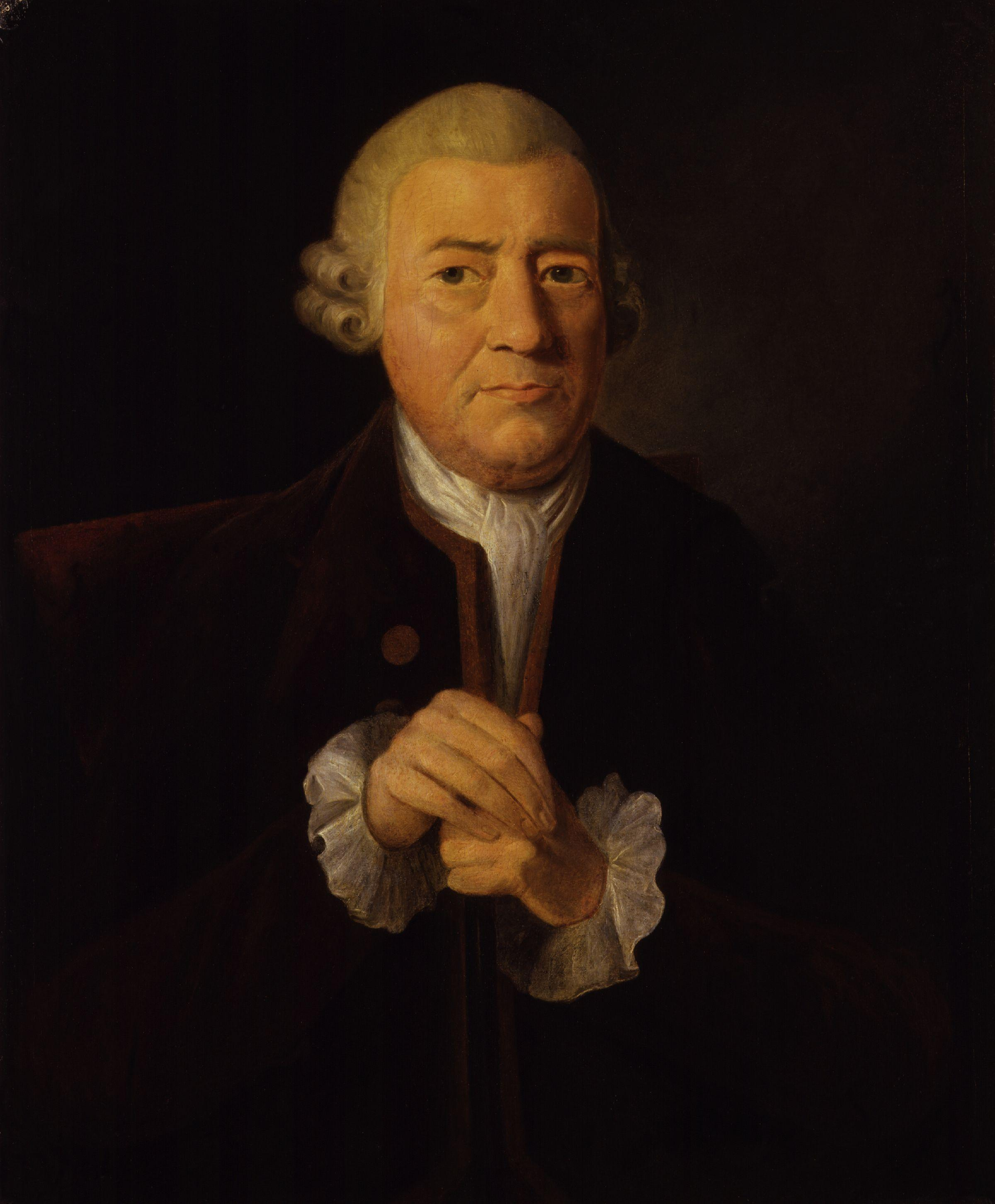
John Baskerville

- 8. Januar: John Baskerville, englischer Schriftentwerfer, Schreibmeister, Drucker (* 1706)
- 13. Januar: Étienne Parrocel, französischer Maler (* 1696)
- 25. Januar: Georg Friedrich Schmidt, deutscher Kupferstecher, Radierer und Maler (* 1712)
- 26. Januar: Johann Gregorius Höroldt, deutscher Porzellanmaler (* 1696)

- 1. April: Johann Friedrich Funk, Schweizer Bildhauer (* 1706)
- 17. Mai: Carlo Carlone, italienischer Maler (* 1686)
- 17. Mai: Johann Joachim Kändler, Medailleur der Meißner Porzellanmanufaktur (* 1706)
- 27. Mai: Joachim Hinrich Nicolaßen, deutscher Baumeister (* vor 1700)

- 27. Juni: Ignaz Günther, deutscher Bildhauer (* 1725)
- 30. Juli: Christian Reichart, deutscher Ratsmeister und Gärtner, Begründer des Gartenbaus (* 1685)

- 24. September: Emanuel Büchel, Schweizer Bäcker, Zeichner, Topograph und Aquarellist (* 1705)
- 21. Oktober: Julius Heinrich Schwarze, deutscher Baumeister (* um 1706)